# Brussels Cycling Classic 2022
De 102e editie van de wielerwedstrijd Brussels Cycling Classic (vóór 2013; Parijs-Brussel) werd gehouden op 5 juni 2022. De koers startte en finishte in Brussel. De wedstrijd maakte deel uit van de UCI ProSeries, in de categorie 1.Pro. De Belg Remco Evenepoel was de titelverdediger.

## Uitslag
| Plaats  | Naam               | Ploeg                     | Tijd     |
| ------- | ------------------ | ------------------------- | -------- |
| Winnaar | Taco van der Hoorn | Intermarché-Wanty         | 4u45'03" |
| 2       | Thimo Willems      | Minerva Cycling Team      | z.t.     |
| 3       | Tobias Bayer       | Alpecin-Fenix             | z.t.     |
| 4       | Rune Herregodts    | Sport Vlaanderen-Baloise  | + 7"     |
| 5       | Gilles De Wilde    | Sport Vlaanderen-Baloise  | z.t.     |
| 6       | Arjen Livyns       | Bingoal Pauwels Sauces WB | z.t.     |
| 7       | Bram Welten        | Groupama-FDJ              | z.t.     |
| 8       | Gianni Marchand    | Tarteletto-Isorex         | z.t.     |
| 9       | Alexander Kristoff | Intermarché-Wanty         | z.t.     |
| 10      | Laurenz Rex        | Bingoal Pauwels Sauces WB | z.t.     |

1893 · 
1894 - 1905 · 
1906 · 
1907 · 
1908 · 
1909 · 
1910 · 
1911 · 
1912 · 
1913 · 
1914 · 
1915 · 
1916 · 
1917 · 
1918 · 
1919 · 
1920 · 
1921 · 
1922 · 
1923 · 
1924 · 
1925 · 
1926 · 
1927 · 
1928 · 
1929 · 
1930 · 
1931 · 
1932 · 
1933 · 
1934 · 
1935 · 
1936 · 
1937 · 
1938 · 
1939 · 
1940 - 1945 · 
1946 · 
1947 · 
1948 · 
1949 · 
1950 · 
1951 · 
1952 · 
1953 · 
1954 · 
1955 · 
1956 · 
1957 · 
1958 · 
1959 · 
1960 · 
1961 · 
1962 · 
1963 · 
1964 · 
1965 · 
1966 · 
1967 - 1972 · 
1973 · 
1974 · 
1975 · 
1976 · 
1977 · 
1978 · 
1979 · 
1980 · 
1981 · 
1982 · 
1983 · 
1984 · 
1985 · 
1986 · 
1987 · 
1988 · 
1989 · 
1990 · 
1991 · 
1992 · 
1993 · 
1994 · 
1995 · 
1996 · 
1997 · 
1998 · 
1999 · 
2000 · 
2001 · 
2002 · 
2003 · 
2004 · 
2005 · 
2006 · 
2007 · 
2008 · 
2009 · 
2010 · 
2011 ·
2012 · 
2013 ·
2014 ·
2015 ·
2016 ·
2017 ·
2018 ·
2019 ·
2020 · 
2021 · 
2022 · 
2023 · 
2024